# Hans Lietz

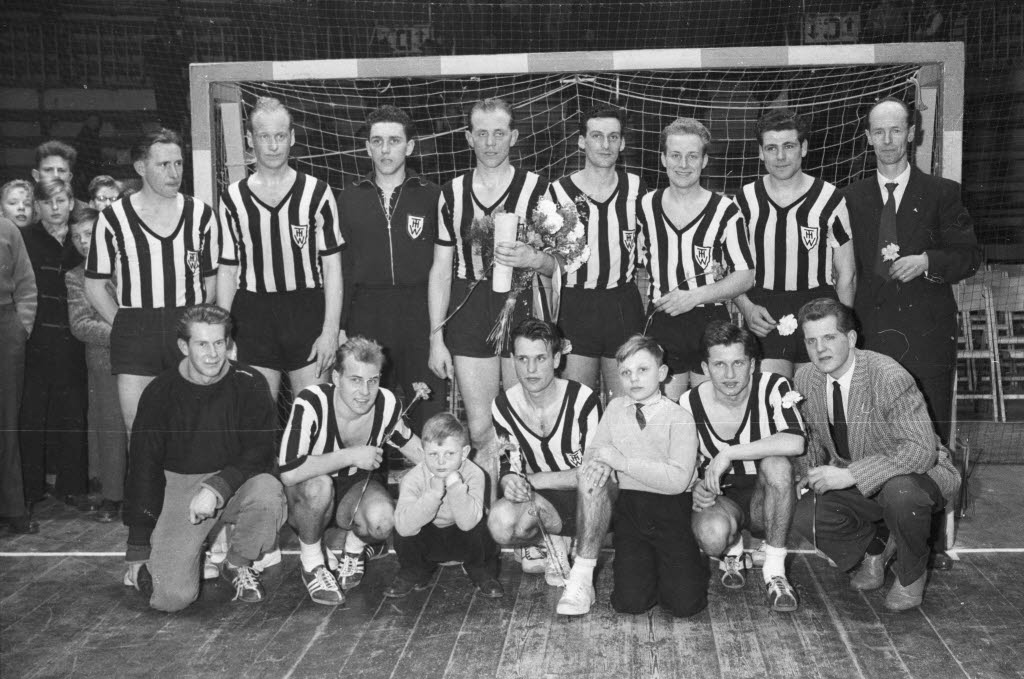
Die Mannschaft des THW Kiel 1957. Lietz steht und ist der Vierte von rechts.

Hans Lietz (* 6. Juni 1931) ist ein ehemaliger deutscher Handballspieler. 1959 wurde er mit der deutschen Feldhandballnationalmannschaft Weltmeister.

## Karriere
Hans Lietz spielte für den THW Kiel und wurde 1957 Deutscher Meister im Hallenhandball.
1959 nahm er als Spieler des SV Bayer 04 Leverkusen an der Weltmeisterschaft im Feldhandball teil. Die gesamtdeutsche Mannschaft bestand aus je acht Spielern des DHB der Bundesrepublik Deutschland und des DHV der Deutschen Demokratischen Republik. Die deutsche Mannschaft gewann ihre beiden Vorrundenspiele gegen Dänemark und Schweden jeweils mit zehn und mehr Toren Unterschied. Im Finale gegen Rumänien siegte die deutsche Mannschaft mit 14:11. Für den Gewinn des Weltmeistertitels wurde Lietz 1959 mit dem Silbernen Lorbeerblatt geehrt.
Insgesamt bestritt Lietz 24 Länderspiele in den Jahren 1954 bis 1959, davon 15 im Feldhandball und neun im Hallenhandball.